# 亞歷山大·恰夫里奇
亞歷山大·恰夫里奇（1994年5月18日—）是一位塞爾維亞足球運動員。在場上的位置是攻擊型中場或二前鋒。他現在效力於比利時足球甲級聯賽球隊皇家亨克體育會。他也代表塞爾維亞U19國家足球隊。